# 치익
치익(致益, 1862년 ~ 1942년)은 구한말과 일제강점기의 승려이다. 호는 해담이며 속성은 서이다. 본관은 달성 서씨
19세에 통도사에서 승려가 되었으며 용문사의 해주에게서 경전을 배웠다. 그 후 고운사의 음관의 법을 이어받았다. 1929년 선교 양종 칠교정의 한 사람으로 추대되었으며, 통도사에서 죽었다.
저서로는 문집인 《증곡집》(曾谷集)이 있다.

## 참고 문헌
1. ↑  “치익(致益)(네이트 한국학)”. 2009년 4월 18일에 확인함.[깨진 링크(과거 내용 찾기)]